# Теория рациональных ожиданий
Тео́рия рациона́льных ожида́ний (англ. Rational expectations theory) (сокращенно — ТРО) — концепция макроэкономики, изначально разработанная Джоном Ф. Мутом в 1961 году и развитая Робертом Лукасом в середине 1970-х годов (за которую Лукасу в 1995 году была присвоена Нобелевская премия по экономике), а также Кристофером Симсом и Томасом Сарджентом (им была присуждена Нобелевская премия по экономике «за эмпирическое исследование причинно-следственных связей в макроэкономике»).
Теория рациональных ожиданий была разработана как противопоставление теории адаптивных ожиданий. Основная идея заключается в том, что экономические агенты используют всю доступную информацию и не совершают систематической ошибки в своих прогнозах (ожиданиях), в отличие от модели адаптивных ожиданий, в которой ожидания лишь постепенно (асимптотически) адаптируются к изменениям.
Модель формирования ожиданий в теории рациональных ожиданий критикуется как не соответствующая реальности и не позволяющая делать подтверждаемые прогнозы.

## Основные подходы
Основоположник теории Джон Мут исходил из того, что экономические агенты располагают всей доступной для них информацией и используют её в целях прогноза хозяйственного процесса в такой модели экономики, какую они себе представляют и считают правильной, действуя при этом рационально, хотя и субъективно. Это подразумевает, что участники рынка знакомы с механизмами рынка и в состоянии прогнозировать реакцию спроса и предложения в результате изменения цен.
Теория рациональных ожиданий была разработана как противопоставление теории адаптивных ожиданий, в которой ожидания основываются исключительно на наблюдении показателей прошлого, а не на всей доступной информации, как это предполагает теория рациональных ожиданий. Равновесие в теории адаптивных ожиданий достигается лишь асимптотически, в то время как по словам Томаса Сарджента, одного из авторов теории рациональный ожиданий, «ключевым элементом новой классической макроэкономики является приверженность к общему равновесию и оптимизированному стратегическому поведению».
Теория рациональных ожиданий является основой многих экономических и политических выводов, которые всё-таки остаются спорными. Например, приверженцы кейнсианской теории считают понижение безработицы с помощью экспансивной политики центрального банка возможным: повышение цен поднимет доход предприятий и инвестиции в производственные мощности и, соответственно, спрос на дополнительную рабочую силу повысится по меньшей мере в краткосрочном периоде. Такая экономическая политика направлена на стимулирование предложения рынка. Но согласно теории рациональных ожиданий рынок будет предполагать повышение уровня инфляции, то есть повышение цен вследствие расширения денежной массы. Это отразится на повышении уровня номинальной заработной платы по требованиям трудящихся, цель которых — сохранить прежний уровень реальной зарплаты. В результате повышение денежной массы приведёт лишь к повышению инфляции, не оставив даже краткосрочного эффекта на рынке труда, и уровень безработицы останется прежним. Основываясь на приведённых аргументах, сторонники неоклассической макроэкономики считают, что политика денежной экспансии не приводит к повышению реальных показателей экономики — таких как объём производства и занятости — как в краткосрочном, так и долгосрочном периоде и, по их мнению, бесполезна.

## Математическое представление
Согласно теории рациональных ожиданий участники свободных рынков не делают систематических или очевидных ошибок — рациональные ожидания могут быть ошибочными, однако эти ошибки носят случайный характер. В рамках экономической модели это означает
{\displaystyle P=P^{e}+\varepsilon ,E(\varepsilon )=0}
где {\displaystyle P} — фактическое значение переменной, {\displaystyle P^{e}} — ожидаемое значение переменной, {\displaystyle \varepsilon } — случайная ошибка с нулевой средней.
Такая модель означает, что {\displaystyle P^{e}=E(P)}, то есть ожидаемое значение в точности равно математическому ожиданию значения переменной.
Рассмотрим, например, некоторую абстрактную экономическую (эконометрическую) модель:
{\displaystyle x_{t}=A_{1}x_{t+1}^{e}+A_{2}x_{t-1}+\varepsilon _{t}}
где {\displaystyle x} — вектор экономических переменных (например, выпуск, инфляция и процентная ставка);
{\displaystyle x_{t+1}^{e}} — ожидаемые значения переменных в следующем периоде;
{\displaystyle \varepsilon } — случайные ошибки модели.
{\displaystyle A_{1},A_{2}} — матрицы коэффициентов модели.
Сами ожидания не являются наблюдаемыми переменными, поэтому конечная модель должна иметь вид:
{\displaystyle x_{t}=Bx_{t-1}+u_{t}}
где {\displaystyle u_{t}=C\varepsilon _{t}} — вектор преобразованных случайных ошибок;
{\displaystyle B} — матрица коэффициентов конечной модели.
В такой модели математическое ожидание вектора переменных {\displaystyle E(x_{t})=Bx_{t-1}}, соответственно, {\displaystyle E(x_{t+1})=Bx_{t}}. Гипотеза рациональности ожиданий означает, что {\displaystyle x_{t+1}^{e}=E(x_{t+1})}. Следовательно, имеем {\displaystyle x_{t+1}^{e}=Bx_{t}}. Подставив это в исходную модель, получим:
{\displaystyle x_{t}=A_{1}Bx_{t}+A_{2}x_{t-1}+\varepsilon _{t}}, следовательно {\displaystyle x_{t}=[(1-A_{1}B)^{-1}A_{2}]x_{t-1}+(1-A_{1}B)^{-1}\varepsilon _{t}}
Следовательно, матрица {\displaystyle C} равна {\displaystyle (1-A_{1}B)^{-1}} и очевидно выполнено ограничение {\displaystyle (1-A_{1}B)^{-1}A_{2}=CA_{2}=B}.
Таким образом, окончательная модель будет векторной авторегрессией (VAR) с перекрестными ограничениями на параметры модели и случайные ошибки уравнений. Эти ограничения обусловлены именно рациональным характером ожиданий.

## Критика
Модель формирования ожиданий в теории рациональных ожиданий открыто критикуется как не соответствующая реальности. При образовании рациональных ожиданий должен учитываться тот факт, что информация о будущем имеет высокую цену. Прогнозы на будущее могут быть оптимальными не потому, что являются точными, а потому, что сбор более подробной информации слишком дорог. По мнению представителей австрийской школы и кейнсианской теории, ссылающихся на фундаментальную непредсказуемость будущего, формирование ожидаемого не может быть рациональным.
Далее, модель Мута и Лукаса, описанная выше, исходит из того, что на экономическом рынке существует лишь один вариант равновесия P* и образование ожиданий происходит именно вокруг него. Лукас предполагал, что это равновесие достигается при полной занятости или естественном уровне безработицы. Если же в различные периоды времени существуют различные допустимые виды равновесия, то заключения теории рациональных ожиданий недействительны, так как в этом случае цепочка причины и следствия обратима.
Американский экономист М. Ловелл, используя результаты одного из обследований краткосрочных ожиданий предпринимателей, проведённого Министерством торговли США, пришёл к выводу, что полученные данные свидетельствуют скорее против этой теории, чем подтверждают её, поскольку экономические субъекты не обладают полнотой информации. По мнению Ловелла, в рамках гипотезы рациональных ожиданий нельзя решить проблему построения реальных прогнозов.